# Chanoinesses du Saint-Esprit
Les chanoinesses du Saint-Esprit (en latin : Congregatio Sororum Canonissarum Spiritus Sancti de Saxia) sont une congrégation religieuse féminine enseignante et hospitalière de droit pontifical.

## Histoire
La congrégation dérive de l'ordre des Hospitaliers du Saint-Esprit, fondé par Guy de Montpellier. Les hospitaliers entrent en Pologne en 1220 à la demande par Iwo Odrowąż, archevêque de Cracovie. Ils s'installent d'abord à Prądnik puis à l'hôpital de la Sainte-Croix de Cracovie en 1244. L'ordre continue son activité à Cracovie jusqu'à la fin du XVIIIe siècle, date à laquelle leur noviciat est fermé par le primat de Pologne Michał Jerzy Poniatowski ; la branche féminine est restaurée le 27 octobre 1851.
Emanuela Kalb, (1899-1986) sœur de la congrégation, est reconnue vénérable en 2015; un procès de béatification est aussi ouvert pour Mère Redempta Śledzińska (1921-1978) supérieure générale de 1963 jusqu'à sa mort.

## Activités et diffusion
Les chanoinesses se consacrent aux soins des personnes handicapés et aux personnes âgées ainsi qu'à l'enseignement des jeunes.
Elles sont présentes en : 
- Europe : Pologne, Ukraine[4], Italie.
- Afrique : Burundi[5].

La maison-mère est à Cracovie.
En 2017, la congrégation comptait 230 sœurs dans 22 maisons.